# Circo natural

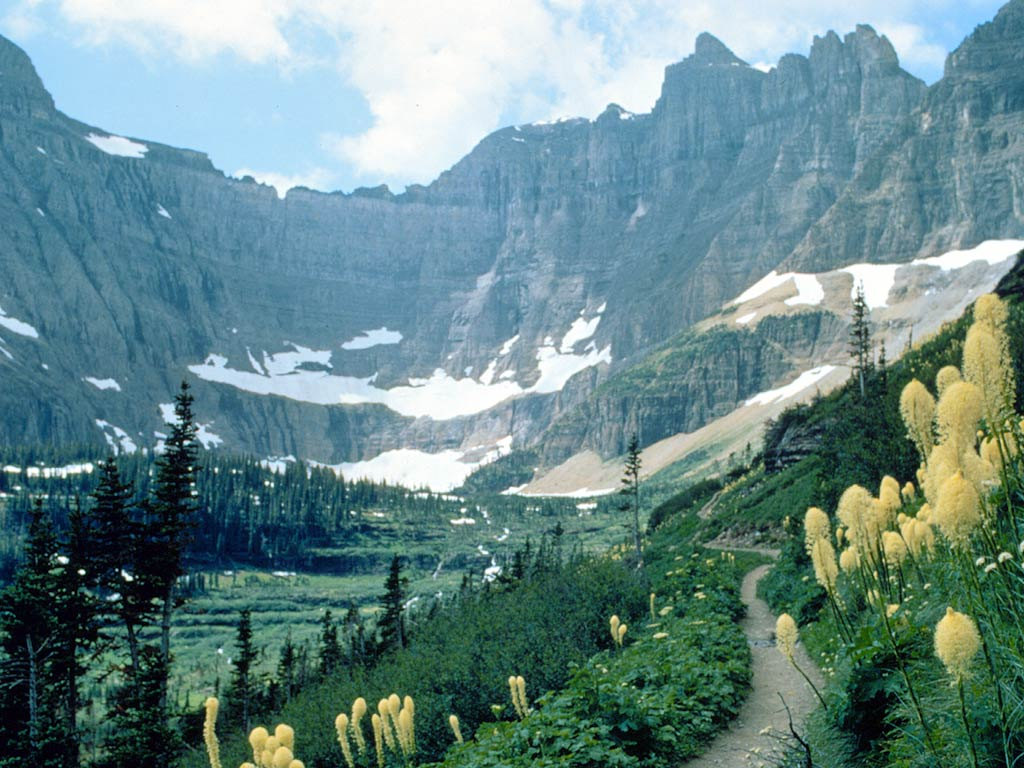
Ejemplo de circo formado por un glaciar.Iceberg Cirque, Glacier National Park. Montana, EE. UU.

Un circo es un recinto natural de paredes abruptas y de forma circular o semicircular, formado por una depresión que puede ser de origen glaciar, es entonces un circo glaciar, o de origen volcánico como en La Reunión, o incluso formado por la erosión kárstica y entonces recibe el nombre de makhtesh  (en inglés), como el circo de Ramon, cerca de la ciudad israelí de Mitzpe Ramon).
La forma cóncava de un circo glaciar es abierta en el lado descendente, mientras que la sección en forma de copa es generalmente empinada. Las laderas en forma de acantilado, por las que se combinan y convergen el hielo y los restos glaciares, forman los tres o más lados más altos. El fondo del circo acaba teniendo forma de cuenco, ya que es la compleja zona de convergencia de la combinación de flujos de hielo procedentes de múltiples direcciones y de las cargas de roca que los acompañan. Por lo tanto, experimenta fuerzas de erosión algo mayores y, en la mayoría de los casos, se sobreprofundiza por debajo del nivel de la salida del lado bajo del circo (escenario) y de su valle descendente (backstage). Si el circo está sometido a un deshielo estacional, el fondo del circo suele formar un tarn (pequeño lago) detrás de una presa, que marca el límite aguas abajo del sobreprofundización glaciar. La propia presa puede estar compuesta por morrena, till glaciar o un labio de la roca madre subyacente.

## Formación

Formación del circo y del tarn (lago) asociado.

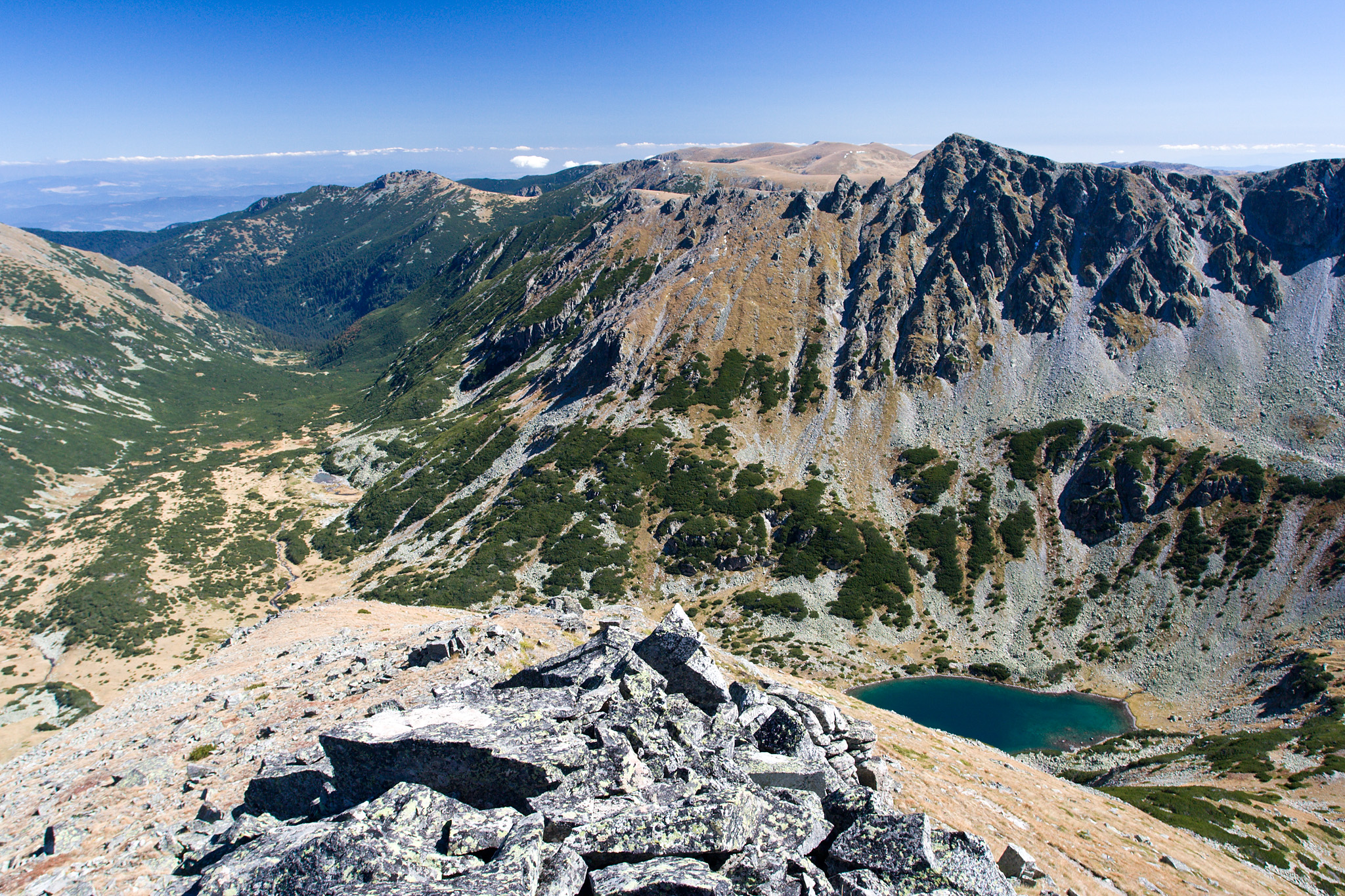
Maritsa circo en la montaña Rila, Bulgaria.

### Formación de circos de erosión glaciar
Los circos glaciares se encuentran en las cadenas montañosas de todo el mundo; los circos "clásicos" suelen tener un kilómetro de largo y un kilómetro de ancho. Situados en lo alto de la ladera de una montaña, cerca del firn, suelen estar parcialmente rodeados por tres lados por acantilados escarpados. El acantilado más alto suele denominarse muro de cabeza. El cuarto lado forma el labio, el umbral o el umbral, el lado en el que el glaciar fluyó fuera del circo. Muchos circos glaciares contienen tarns represados por till (escombros) o por un umbral de roca.  Cuando se acumula suficiente nieve, ésta puede salir por la abertura de la cubeta y formar glaciares de valle que pueden tener varios kilómetros de longitud.
Los circos se forman en condiciones favorables; en el hemisferio norte las condiciones incluyen la vertiente noreste, donde están protegidos de la mayor parte de la energía solar y de los vientos dominantes. Estas zonas están protegidas del calor, lo que favorece la acumulación de nieve; si ésta aumenta, la nieve se convierte en hielo glacial. A continuación se produce el proceso de nivación, por el que un hueco en una ladera puede ampliarse mediante la segregación del hielo meteorización y la erosión glaciar. La segregación del hielo erosiona la cara vertical de la roca y hace que se desintegre, lo que puede dar lugar a una avalancha que derribe más nieve y roca para añadirla al glaciar en crecimiento. Con el tiempo, este hueco puede llegar a ser lo suficientemente grande como para que se intensifique la erosión glaciar. La ampliación de esta concavidad abierta crea una zona de deposición más grande a sotavento, lo que favorece el proceso de glaciación. Los restos (o till) del hielo también pueden erosionar la superficie del lecho; si el hielo se desplaza por una pendiente tendrá un "efecto de lija" sobre el lecho de roca que hay debajo, sobre el que raspa.

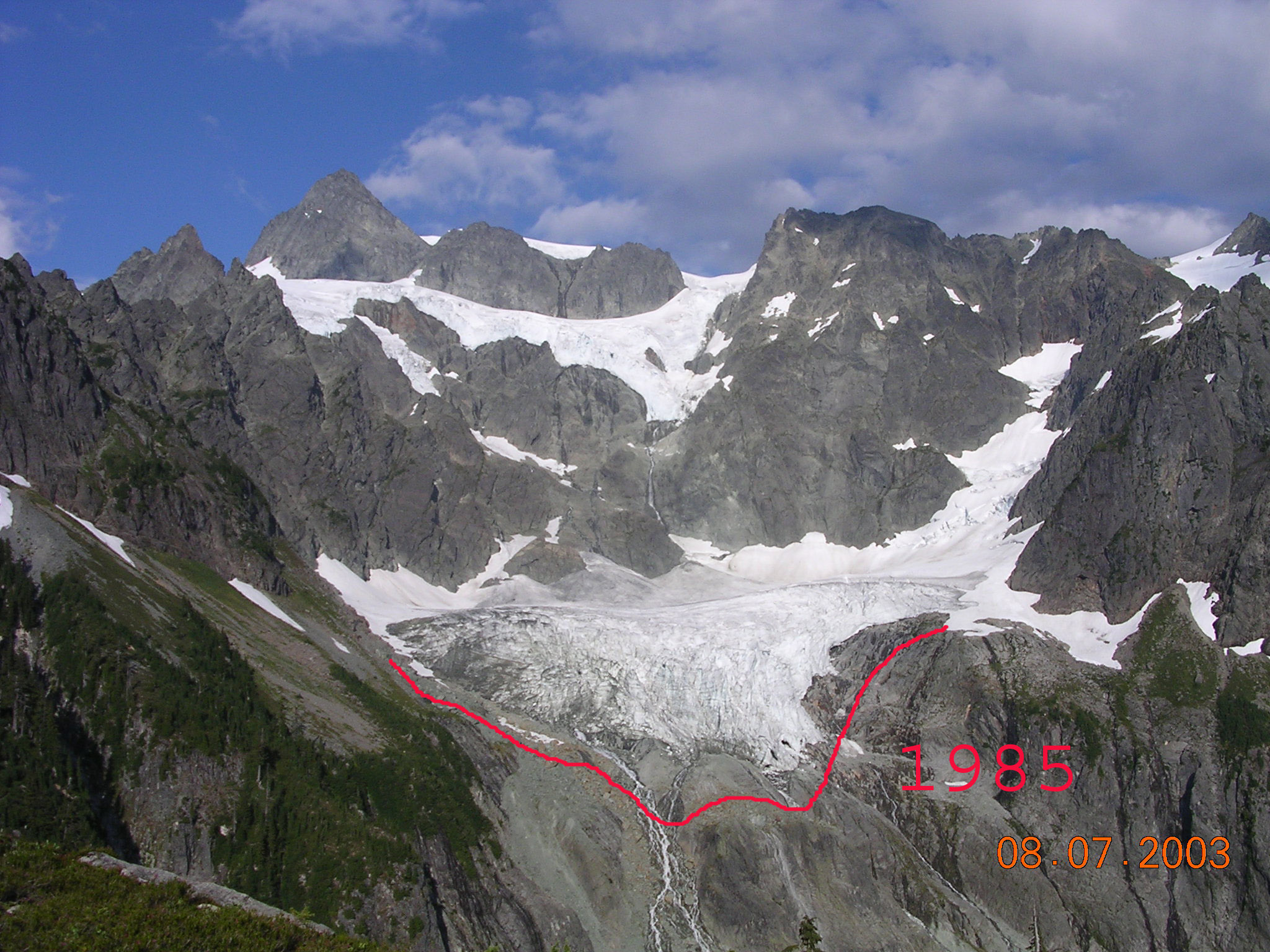
El glaciar Lower Curtis en el Parque nacional North Cascades, EE. UU. es un glaciar de circo bien desarrollado; si el glaciar sigue retrocediendo y fundiéndose, puede formarse un lago en la cuenca.

Con el tiempo, la hondonada puede convertirse en una gran forma de cuenco en la ladera de la montaña, con la pared de la cabecera erosionada por la segregación del hielo, así como erosionada por el desplome. La cuenca se hará más profunda a medida que continúe siendo erosionada por la segregación y la abrasión del hielo. En caso de que la segregación del hielo, el desplumado y la abrasión continúen, las dimensiones del circo aumentarán, pero la proporción del relieve seguirá siendo aproximadamente la misma. Un bergschrund se forma cuando el movimiento del glaciar separa el hielo en movimiento del inmóvil formando una grieta. El método de erosión del muro de cabeza situado entre la superficie del glaciar y el fondo del circo se ha atribuido a mecanismos de congelación-descongelación. La temperatura dentro del bergschrund cambia muy poco, sin embargo, los estudios han demostrado que la segregación del hielo (la rotura de la escarcha) puede ocurrir con sólo pequeños cambios de temperatura. El agua que fluye hacia el bergschrund puede ser enfriada a temperaturas de congelación por el hielo circundante, lo que permite que se produzcan mecanismos de congelación-descongelación.

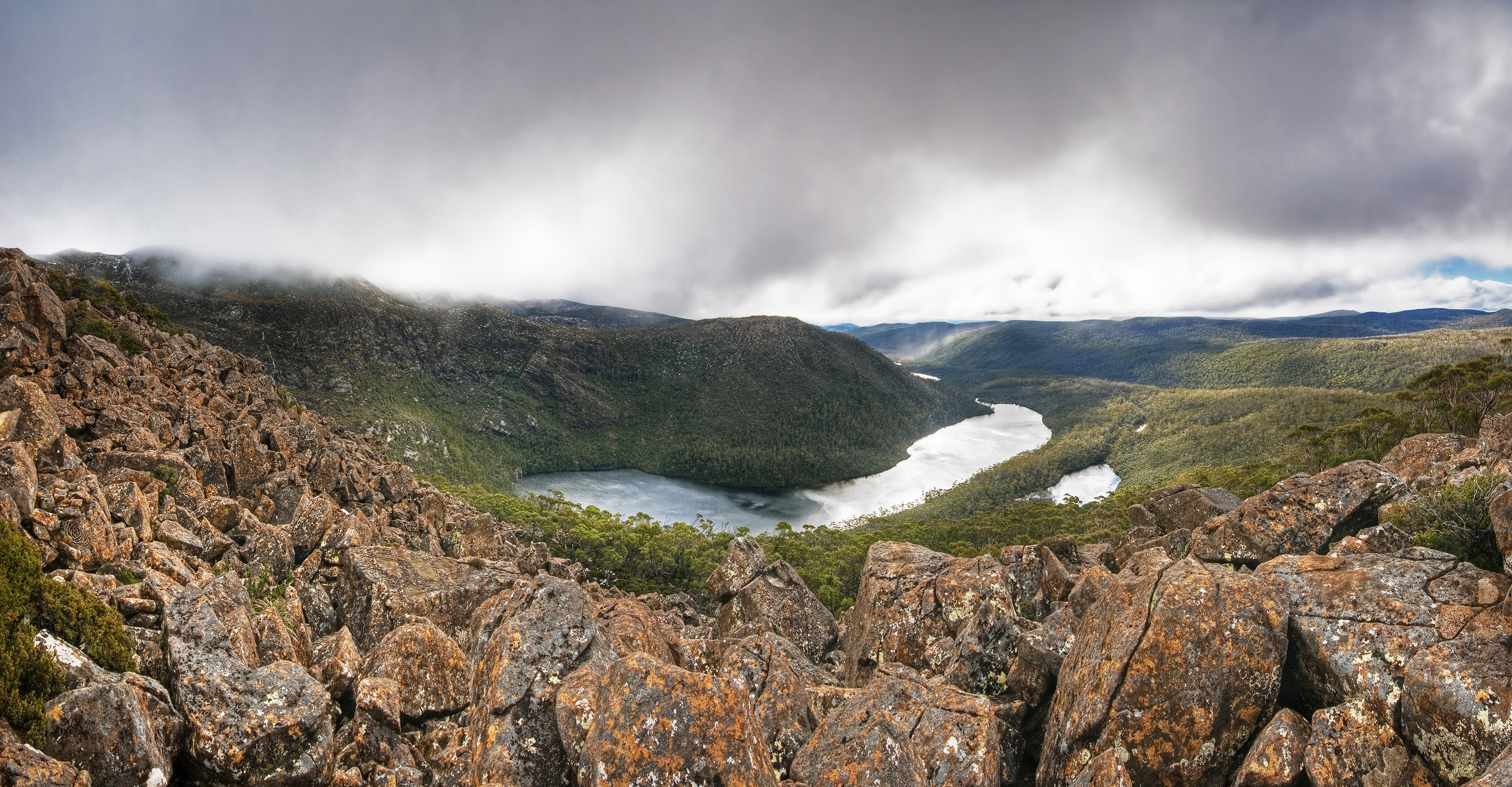
Lago Seal, Parque nacional Mt. Field, Tasmania (Australia)- Se puede ver un circo formado por un glaciar en las paredes que rodean el lago Seal

Si dos circos adyacentes se erosionan uno hacia el otro, se forma un arête, o cresta de lados empinados. Cuando tres o más circos se erosionan entre sí, se crea un pico piramidal. En algunos casos, este pico será accesible por uno o más aretes. El Cervino en los Alpes europeos es un ejemplo de este tipo de cima.
Cuando los circos se forman uno detrás de otro, resulta una escalera de circo como en el Zastler Loch en la Selva Negra.
Como los glaciares solo pueden originarse por encima de la línea de nieve, el estudio de la ubicación de los circos actuales proporciona información sobre los patrones de glaciación del pasado y sobre el cambio climático.

### Formación de circo de erosión fluvial

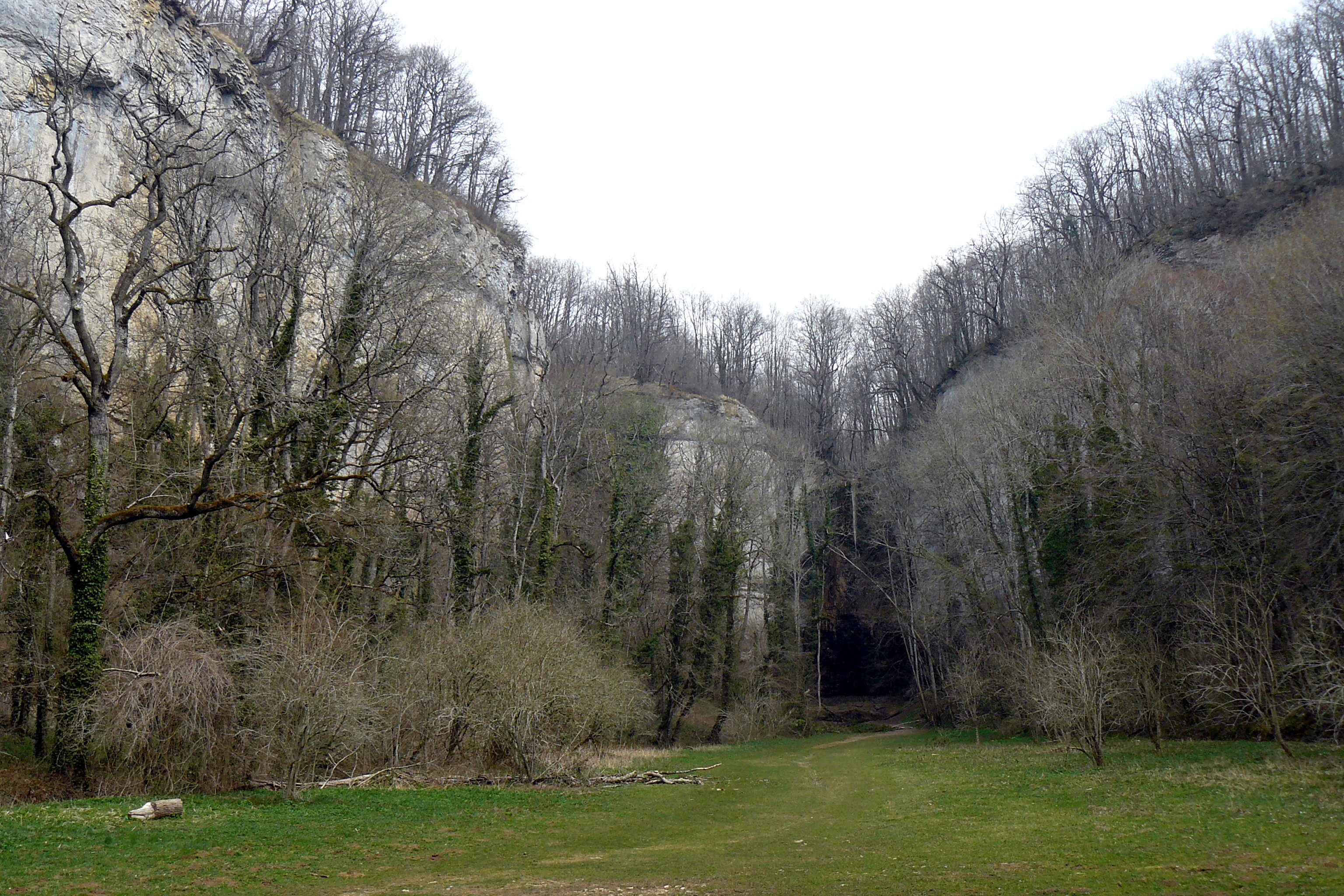
El Circo du Bout du Monde.

Aunque se trata de un uso menos común, el término circo también se utiliza para rasgos de erosión fluvial con forma de anfiteatro. Por ejemplo, un circo de erosión anticlinal de aproximadamente 200 kilómetros cuadrados (77,2 mi²) se encuentra en 30°35′N 34°45′E / 30.583, 34.750 en el límite sur del Altas del Néguev. Este circo de erosión o makhtesh' se formó por el flujo intermitente del río en el Makhtesh Ramon cortando a través de las capas de piedra caliza y tiza, dando lugar a las paredes del circo con una caída escarpada 200 metros (656,2 pies). El Cirque du Bout du Monde es otro rasgo de este tipo, creado en el terreno karst en la Región de Borgoña del departamento de Côte-d'Or en Francia.
Otro tipo de circo formado por la erosión fluvial se encuentra en La isla de la Reunión, que incluye la estructura volcánica más alta del Océano Índico. La isla está formada por un volcán-escudo activo (Piton de la Fournaise) y un volcán extinto y profundamente erosionado (Piton des Neiges). Allí se han erosionado tres circos en una secuencia de roca aglomerada y fragmentada y brechas volcánicas asociadas a lavas almohadilladas superpuestas a lavas más coherentes y sólidas.
Una característica común a todos los circos de erosión fluvial es un terreno que incluye estructuras superiores resistentes a la erosión sobre materiales más fácilmente erosionables.

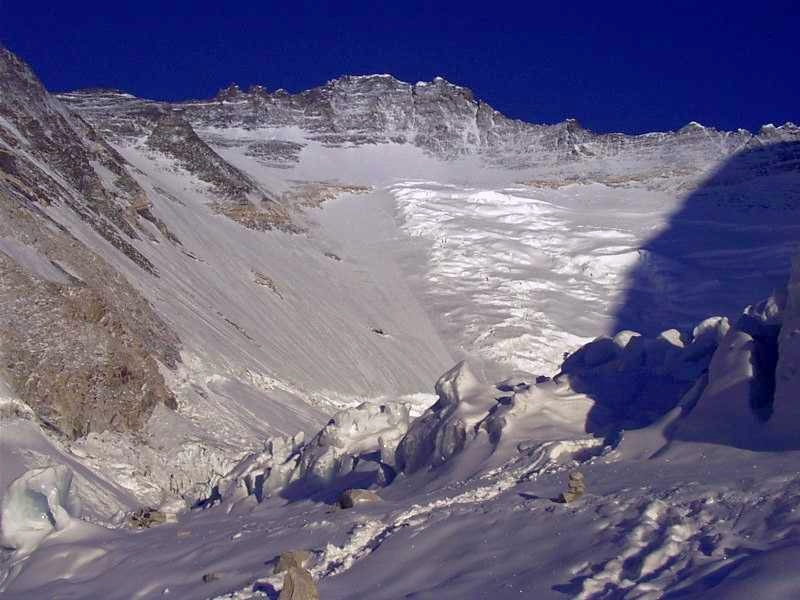
El Western Cwm con la cara Lhotse del Monte Everest al fondo.

## En España
- El circo de Gredos.[10]
- El circo de Peñalara.[11][12]

## En Francia

### En los Alpes
En los Alpes, se puede citar:
- El circo de Fer-à-Cheval.[13]
- El circo de Morgon
- El circo de Viso
- El circo de Saint-Même

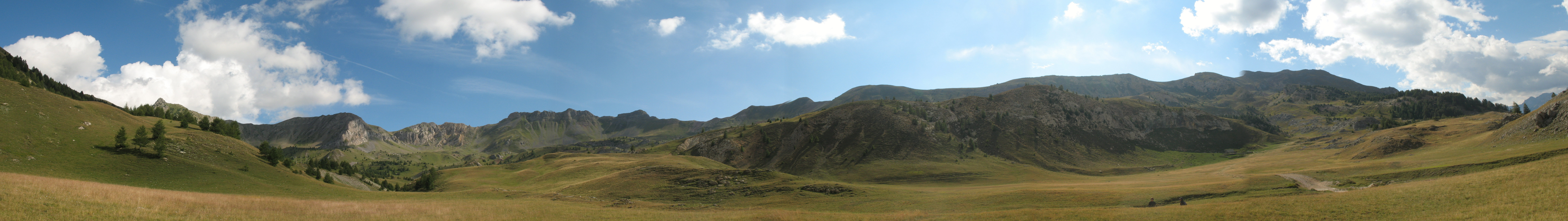
Circo de Morgon en los Altos Alpes.

- El But-du-Monde (Extremo del Mundo)

### EnCôte-d'Or
- el Cirque du Bout du Monde (Circo del Extremo del Mundo) en Vauchignon

### En el Jura
En Jura, existen circos naturales como la de Baume-les-Messieurs, la de las Planches-près-Arbois o la de Chalain.
- Circo de La Roca Fauconnière en Giron (Ain)

### En el Pirineo

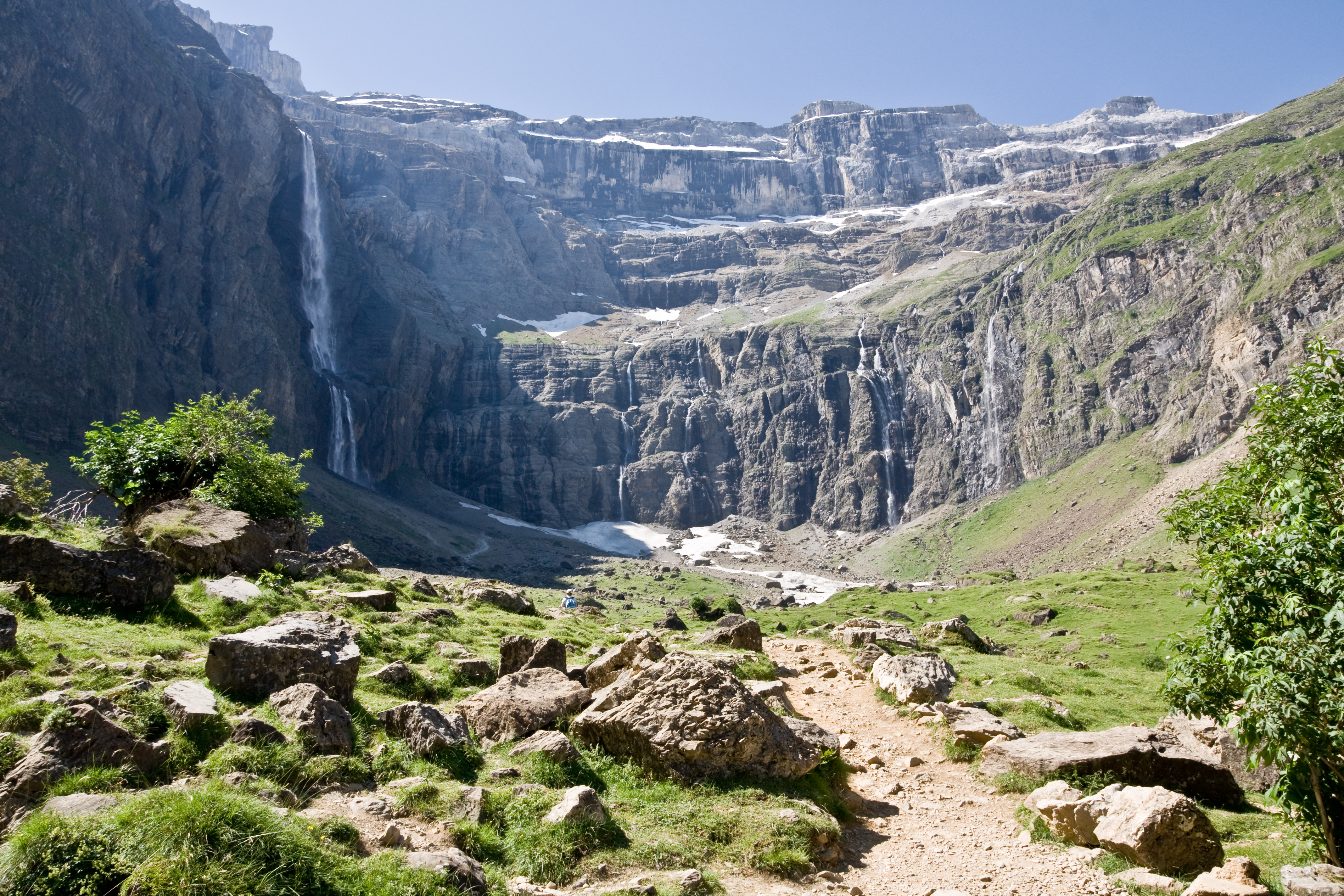
Circo de Gavarnie - Hautes Pyrénées - Francia.

El circo de Gavarnie, que es uno de los circos más conocidos del Pirineo..
- El circo de Anglade.[15]
- El circo de Cagateille.[16]
- El circo de Litor.[17]
- El circo de Troumouse.
- El circo de Estaubé.
- El circo de Saint-Engrâce.
- El circo de Lescun.
- El circo del Lys.

### En el Macizo Central
- El Circo de Vissec en Gard.

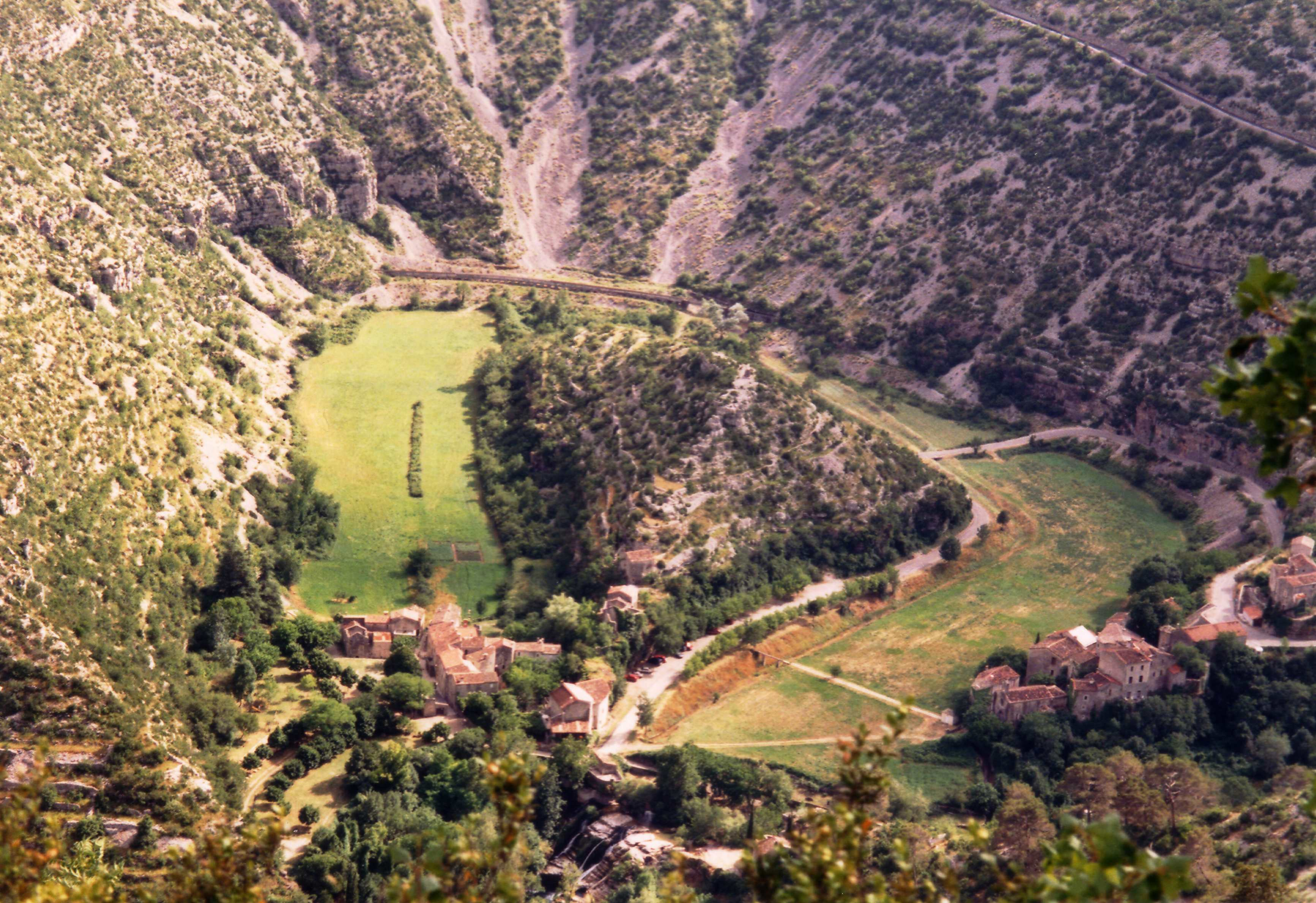
Circo de Navacelles. Se puede ver la comuna de Saint-Maurice-Navacelles y la comuna de Blandas al fondo del circo de Navacelles.

- El circo de Navacelles, en Hérault y Gard.
- El circo de Mourèze, en Hérault.
- El circo de Tournemire, en Aveyron.
- El circo de Saint-Paul-de-les-Fonts, en Aveyron.
- El Circo de Mandailles, en Cantal.

### En la isla de La Reunión
En La Reunión, tres circos que son también calderas rodean el Pitón de las Nieves: Cilaos al sur, Mafate al noroeste y Salazie al noreste. La cubeta formada por los bosques de Bébour y Bélouve es considerada a veces como un cuarto circo degradado.

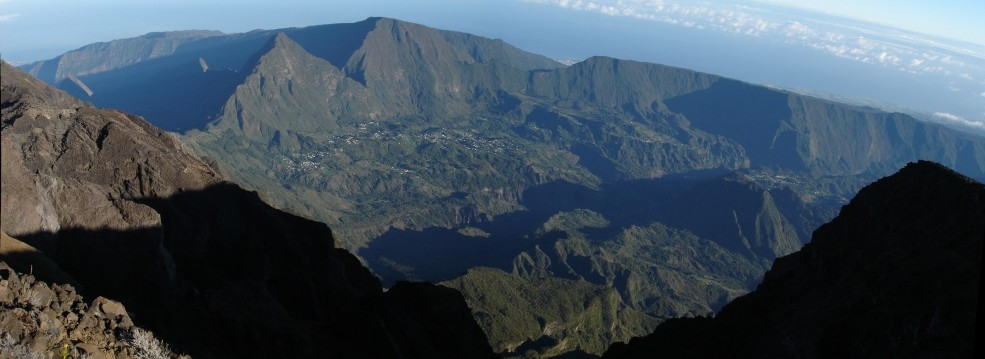
El circo de Salazie visto desde el Pitón de las Nieves, en La Reunión.

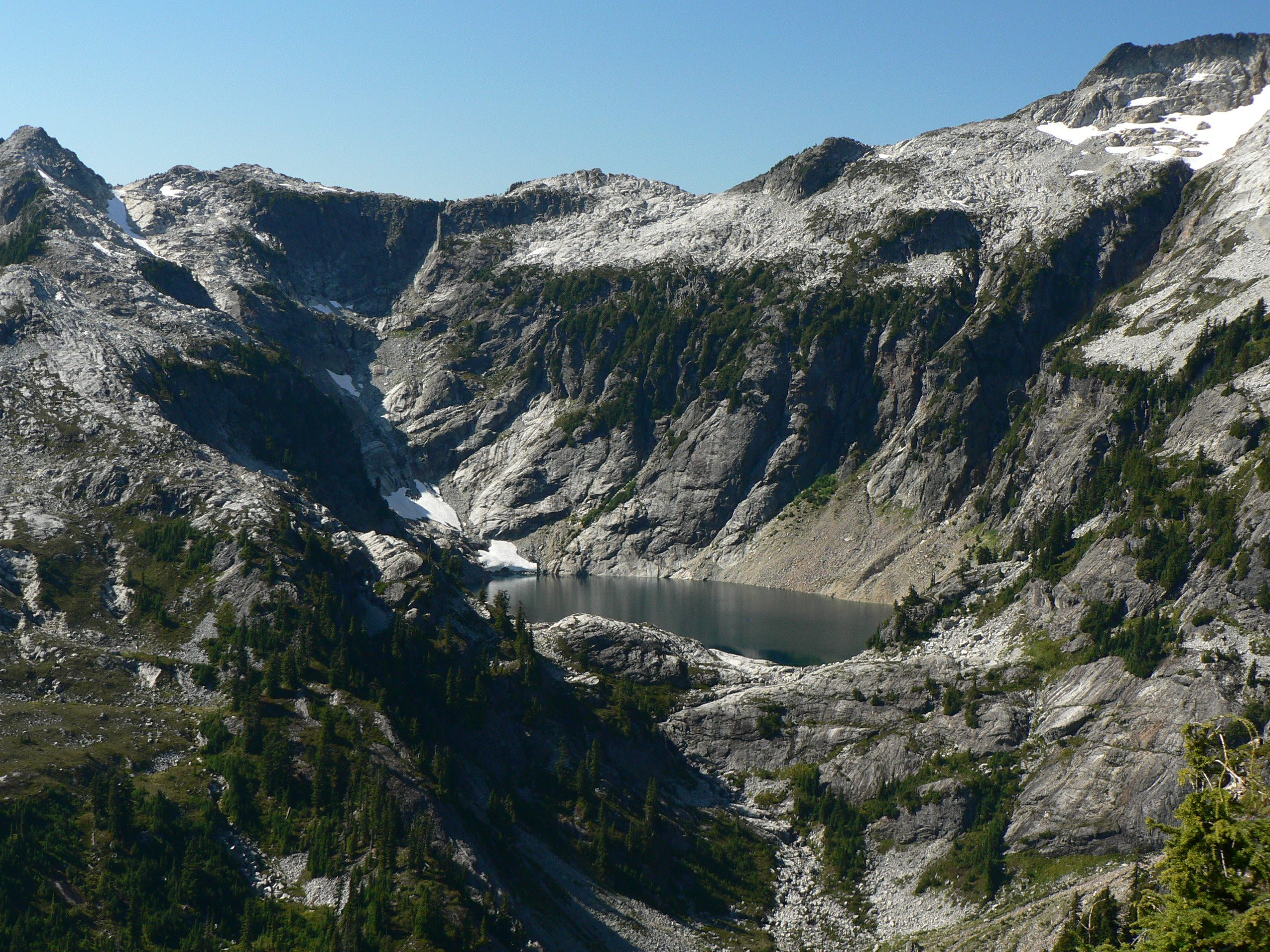
Lago Upper Thorton, Parque Nacional North Cascade, Washington, Estados Unidos.

### Otros circos glaciares notables

#### Europa
- Cadair Idris, Gales
- Cirque d'Estaubé, Pirineos, Francia
- Circo Maritsa, Montaña Rila, Bulgaria
- Circo de flores, montaña de Rila, Bulgaria
- Circo de los Siete Lagos de Rila, Montaña Rila, Bulgaria
- Circo Banderishki, Montaña Pirin, Bulgaria
- Coire an t-Sneachda, Montañas Grampian, Tierras Altas de Escocia
- Únieżne Kotły, Karkonosze, Polonia
- Lago Coumshingaun, condado de Waterford, Irlanda[18]

#### Circos en Norteamérica

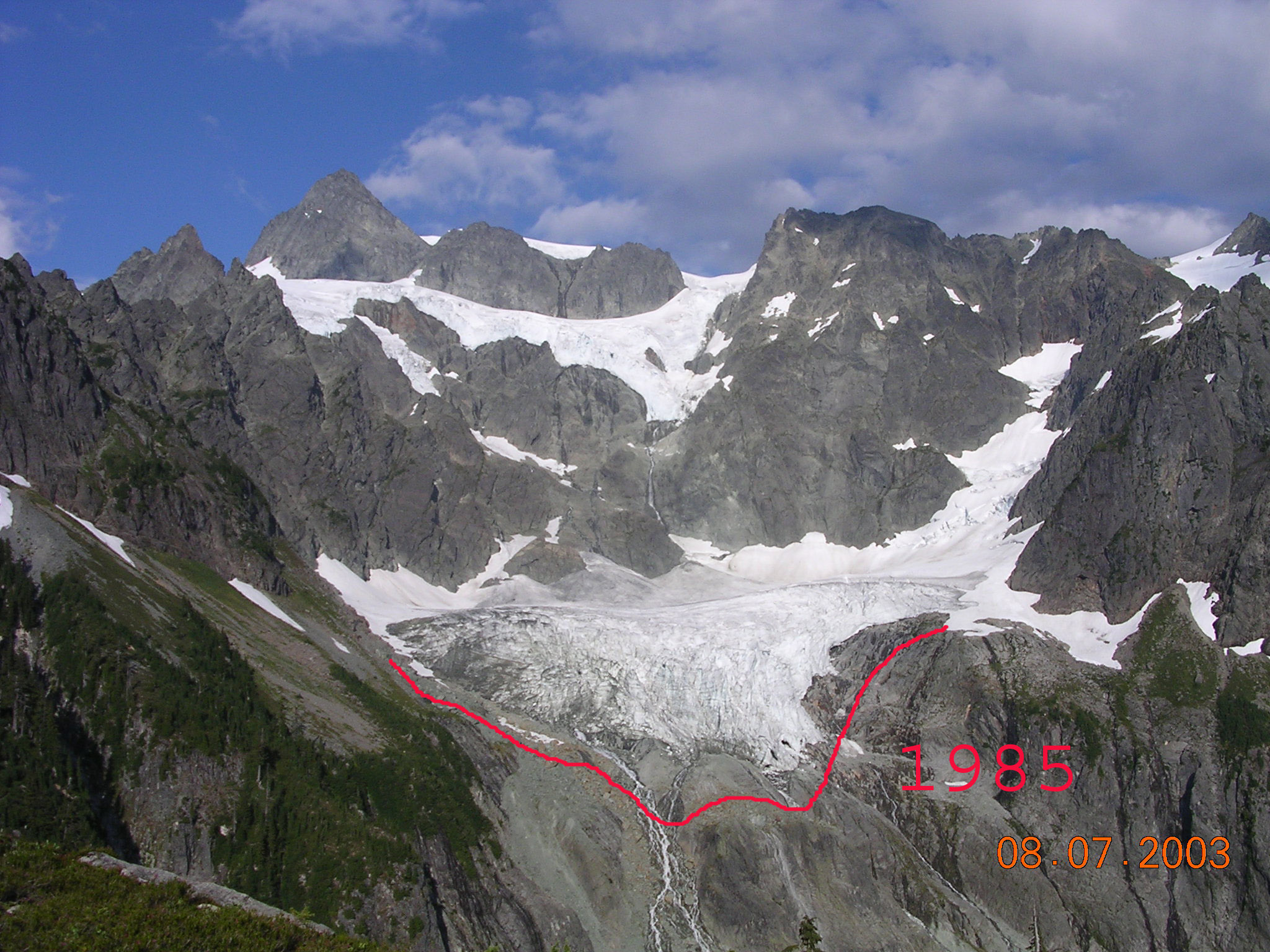
El glaciar Curtis Inferior, en el Parque Nacional North Cascades, es un glaciar de anfiteatro bien desarrollado. Si el glaciar continúa retrocediendo y derritiéndose, podría formarse un lago en su base.

- Cirque of the Towers, Wyoming, Estados Unidos
- Circo Iceberg, Montana, EE. UU.
- Circo de Summit Lake y otros en el Monte Evans, Colorado, EE. UU.
- Gran Cuenca y otros en el monte Katahdin, Maine, EE. UU.
- Great Gulf, New Hampshire, EE. UU.
- Tuckerman Ravine (Barranco Tuckerman), New Hampshire, EE. UU.

#### Australia
- Blue Lake (New South Wales)